# 659 (numero)
Seicentocinquantanove (659) è il numero naturale dopo il 658 e prima del 660.

## Proprietà matematiche
- È un numero dispari.
- È un numero difettivo.
- È un numero primo.
  - È un numero primo di Sophie Germain.
  - È un numero primo di Eisenstein.
  - È un numero altamente cototiente.
- È un numero colombiano nel sistema numerico decimale.
- È parte della terna pitagorica (659, 217140, 217141).

## Astronomia
- 659 Nestor è un asteroide della fascia principale del sistema solare.
- NGC 659 è un ammasso aperto della costellazione di Cassiopea.

## Astronautica
- Cosmos 659 è un satellite artificiale russo.